# Puchar UEFA (1979/1980)
Puchar UEFA 1979/1980 (ang. 1979–1980 UEFA Cup) – 9. edycja międzynarodowego klubowego turnieju piłki nożnej Puchar UEFA, zorganizowana przez Unię Europejskich Związków Piłkarskich w terminie 19 września 1979 – 21 maja 1980. W rozgrywkach zwyciężyła drużyna Eintracht Frankfurt.

## 1/32 finału
| AC Perugia – Dinamo Zagrzeb 1:0 i 0:0 1 19.09 1979 1:0 Vujadinović 44s 2 03.10 1979 |
| Inter Mediolan – Real Sociedad 3:0 i 0:2 1 19.09 1979 1:0 Muraro 46, 2:0 G. Baresi 48, 3:0 Marini 78 2 03.10 1979 0:1 Satrustegui 21, 0:2 Satrustegui 73                                                                              |
| SSC Napoli – Olympiakos SFP 2:0 i 0:1 1 19.09 1979 1:0 Damiam 26k, 2:0 Agostinelli 89 2 04.10 1979 0:1 Karavitis 33 |
| VfB Stuttgart – Torino Calcio 1:0 i 1:2 (dog) 1 19.09 1979 1:0 Danova 70s 2 03.10 1979 0:1 Claudio Sala 68, 0:2 Graziani 114, 1:2 Ohlicher 120                                                                                        |
| Dundee United – RSC Anderlecht 0:0 i 1:1 1 19.09 1979 2 02.10 1979 0:1 Benny Nielsen 25, 1:1 Kopel 80 |
| Glenavon F.C. – Standard Liège 0:1 i 0:1 1 18.09 1979 0:1 Edström 68 2 03.10 1979 0:1 Edström 56 |
| Dynamo Kijów – CSKA Sofia 2:1 i 1:1 1 19.09 1979 1:0 Biessonow 2, 1:1 Metodijew 34, 2:1 Demianenko 55 2 03.10 1979 1:0 Burjak 61, 1:1 Metodijew 63                                                                                    |
| Łokomotiw Sofia – Ferencvárosi TC3:0 i 0:2 1 19.09 1979 1:0 Dangow 28, 2:0 Weliczkow 48, 3:0 Sokołow 66 2 03.10 1979 0:1 Pusztai 42, 0:2 Pogany 60k                                                                                   |
| Kalmar FF – ÍBK Keflavík 2:1 i 0:1 1 19.09 1979 1:0 Sunesson 4, 2:0 Sandberg 30, 2:1 Margeirsson 67 2 03.10 1979 0:1 Andreasson 17s (mecz w Reykjaviku)                                                                               |
| Koparit – Malmö FF 1:2 i 0:2 1 19.09 1979 0:1 Andersson 29, 0:2 Prytz 52k, 1:2 Pirinen 87 2 03.10 1979 0:1 Ardvisson 29, 0:2 Ardvisson 68                                                                                             |
| FC Dinamo Bukareszt – Alki Larnaka 3:0 i 9:0 1 19.09 1979 1:0 Multescu 33, 2:0 Georgescu 39, 3:0 Vrinceanu 57 2 04.10 1979 Georgescu 12k, 46, 66, Vrinceanu 23, 75, Augustin 22, Talmar 53, Moldovan 62                               |
| Bohemians Praga – Bayern Monachium 0:2 i 2:2 1 19.09 1979 0:1 Kraus 24, 0:2 KH Rummenigge 72 2 03.10 1979 0:1 KH Rummenigge 55, 1:1 Ondra 83, 1:2 Breitner 85k, 2:2 Prokeš 86                                                         |
| Zbrojovka Brno – Esbjerg fB 6:0 i 1:1 1 19.09 1979 1:0 Mazura 17, 2:0 Janečka 53, 3:0 Kroupa 55, 4:0 Jarusek 73, 5:0 Janečka 75, 6:0 Jarusek 88 2 03.10 1979 1:0 Jarusek 70, 1:1 Bach 74                                              |
| Valletta FC – Leeds United 0:4 i 0:3 1 19.09 1979 0:1 Graham 12, 0:2 Hart 33, 0:3 Graham 46, 0:4 Graham 53 2 03.10 1979 0:1 Curtis 1, 0:2 Hankin 62, 0:3 Hart 82                                                                      |
| Orduspor – Baník Ostrawa 2:0 i 0:6 1 19.09 1979 1:0 Cihan 28, 2:0 Anf 57 2 03.10 1979 0:1 Knapp 23, 0:2 Vojacek 24, 0:3 Nemec 29, 0:4 Lička 55, 0:5 Lička 63, 0:6 Danek 70                                                            |
| Wiener SC – CS Universitatea Craiova 0:0 i 1:3 1 19.09 1979 2 03.10 1979 0:1 Camataru 24, 0:2 Geolgau 49, 0:3 Camataru 74, 1:3 Drabits 80                                                                                             |
| Widzew Łódź – AS Saint-Étienne 2:1 i 0:3 1 19.09 1979 0:1 Platini 36, 1:1 Boniek 66, 2:1 Kowenicki 81 2 03.10 1979 0:1 Rep 25, 0:2 Rep 53, 0:3 Rep 69                                                                                 |
| Aris FC – SL Benfica 3:1 i 1:2 1 19.09 1979 1:0 Kouris 17, 2:0 Pallas 23k, 2:1 Reinaldo 31, 3:1 Zintros 60 2 03.10 1979 0:1 Reinaldo 21, 0:2 Jorge Gomes 50, 1:2 Semertzidis 80                                                       |
| FC Carl Zeiss Jena – West Bromwich Albion 2:0 i 2:1 1 19.09 1979 1:0 Schnuphase 35, 2:0 Lindemann 65 2 03.10 1979 1:0 Raab 6, 1:1 Wile 32, 2:1 Raab 59k                                                                               |
| Atlético Madryt – Dynamo Drezno 1:2 i 0:3 1 19.09 1979 1:0 Rubén Cano 46, 1:1 Hafner 57, 1:2 Weber 85 2 03.10 1979 0:1 Riedel 31, 0:2 Ruiz 37s, 0:3 Weber 46                                                                          |
| Aarhus GF – Stal Mielec 1:1 i 1:0 1 19.09 1979 1:0 Oben 55, 1:1 Karaś 64 2 03.10 1979 1:0 Lars Jensen 80 |
| Feyenoord – Everton F.C. 1:0 i 1:0 1 19.09 1979 1:0 Notten 23 2 03.10 1979 1:0 Budding 73 |
| Skeid Fotball – Ipswich Town 1:3 i 0:7 1 19.09 1979 1:0 Rein 4, 1:1 Mills 9, 1:2 Turner 35, 1:3 Mariner 52 2 03.10 1979 0:1 Wark 8, 0:2 A. Mühren 21, 0:3 A. Mühren 23, 0:4 Thijssen 34, 0:5 Mariner 58, 0:6 McCall 62, 0:7 McCall 84 |
| Sporting Gijón – PSV Eindhoven 0:0 i 0:1 1 19.09 1979 2 03.10 1979 0:1 W. van der Kerkhof 21 |
| Galatasaray SK – FK Crvena zvezda 0:0 i 1:3 1 19.09 1979 2 03.10 1979 0:1 Savić 19, 0:2 Savić 70, 1:2 Gungor 75, 1:3 Milovanović 76                                                                                                   |
| Aberdeen F.C. – Eintracht Frankfurt 1:1 i 0:1 1 19.09 1979 0:1 Cha 13, 1:1 Harper 53 2 03.10 1979 0:1 Hölzenbein 50 |
| Rapid Wiedeń – Diósgyőri VTK 0:1 i 2:3 1 19.09 1979 0:1 Fükö 86 2 03.10 1979 0:1 Szalai 9, 0:2 Fekete 17, 1:2 Keglevits 42, 2:2 Sallmayer 60, 2:3 Tatar 80                                                                            |
| Borussia Mönchengladbach – Viking FK 3:0 i 1:1 1 19.09 1979 1:0 Lienen 11, 2:0 Nickel 43k, 3:0 Kulik 79 2 03.10 1979 0:1 Björnsen 44, 1:1 Kulik 62                                                                                    |
| Sporting CP – Bohemian F.C. 2:0 i 0:0 1 19.09 1979 1:0 Manuel Fernandos 18, 2:0 Manuel Fernandos 68 2 03.10 1979 |
| FC Zürich – 1. FC Kaiserslautern 1:3 i 1:5 1 19.09 1979 0:1 Neues 20k, 0:2 Bongartz 81, 1:2 Zwikker 83, 1:3 W. Wolf 84 2 03.10 1979 0:1 Melzer 15, 1:1 Zappa 16, 1:2 Kaminke 29, 1:3 Melzer 46, 1:4 Wendt 52, 1:5 Geye 85             |
| Szachtar Donieck – AS Monaco 2:1 i 0:2 1 19.09 1979 1:0 Sokołowski 48, 2:0 Sokołowski 70, 2:1 Petit 80 2 03.10 1979 0:1 Onnis 48, 0:2 Dalger 52                                                                                       |
| Progrès Niedercorn – Grasshopper Club Zürich 0:2 i 0:4 1 26.09 1979 0:1 Herbert Hermann 53, 0:2 Egli 79 2 03.10 1979 0:1 Ponte 15, 0:2 Pfister 31, 0:3 Egli 38, 0:4 Heinz Hermann 87                                                  |

## 1/16 finału
| Aris FC – AC Perugia 1:1 i 3:0 1 24.10 1979 0:1 Rossi 17, 1:1 Semertzidis 62 2 01.11 1979 1:0 Kouis 7, 2:0 Semertzidis 18, 3:0 Zindros 63                                                                                               |
| Standard Liège – SSC Napoli 2:1 i 1:1 1 24.10 1979 0:1 Capone 29, 1:1 Riedl 47, 2:1 Sigurdvinsson 67k 2 01.11 1979 1:0 Riedl 40, 1:1 Damiani 78                                                                                         |
| Borussia Mönchengladbach – Inter Mediolan 1:1 i 3:2 (dog) 1 24.10 1979 1:0 Hannes 40, 1:1 Altobelli 55 2 01.11 1979 0:1 Altobelli 24, 1:1 Nickel 33, 1:2 Altobelli 94, 2:2 Ringels 103, 3:2 Nickel 109k                                 |
| FC Dinamo Bukareszt – Eintracht Frankfurt 2:0 i 0:3 (dog) 1 24.10 1979 1:0 Multescu 20k, 2:0 Augustin 88 2 01.11 1979 0:1 Cha 73, 0:2 Hölzenbem 90, 0:3 Nickel 93                                                                       |
| CS Universitatea Craiova – Leeds United 2:0 i 2:0 1 24.10 1979 1:0 Balaci 12, 2:0 Irimoscu 84 2 01.11 1979 1:0 Cirtu 68, 2:0 Beldeanu 88                                                                                                |
| Zbrojovka Brno – ÍBK Keflavík 3:1 i 2:1 1 24.10 1979 0:1 Georgsson 7, 1:1 Kolasek 43, 2:1 Kolasek 46, 3:1 Janećka 82 2 08.11 1979 1:0 Kroupa 25, 2:0 Vojaček 65, 2:1 Olafsson 83 (mecz w Reykjaviku)                                    |
| FK Crvena zvezda – FC Carl Zeiss Jena 3:2 i 3:2 1 24.10 1979 1:0 Savić 10k, 2:0 Muslin 25, 2:1 Rabb 63, 2:2 Rabb 67k, 3:2 Šestić 76 2 01.11 1979 0:1 Trocha 43, 1:1 Kurbjuweit 63 s, 2:1 Filipović 67, 3:1 Blagojević 75, 3:2 Töpfer 83 |
| Łokomotiw Sofia – AS Monaco 4:2 i 1:2 1 24.10 1979 1:0 Michaiłow 28, 2:0 Michaiłow 36, 2:1 Onnis 76, 3:1 Michaiłow 80k, 3:2 Onnis 86k, 4:2 Michaiłow 88 2 01.11 1979 0:1 Christophe 2, 0:2 Onnis 38, 1:2 Michaiłow 77                   |
| Dundee United – Diósgyőri VTK 0:1 i 1:3 1 24.10 1979 0:1 Fekete 89 2 01.11 1979 0:1 Borostyan 11, 0:2 Tatar 42k, 0:3 Tatar 69, 1:3 Kopel 83                                                                                             |
| Aarhus GF – Bayern Monachium 1:2 i 1:3 1 24.10 1979 0:1 KH Rummenigge 42, 0:2 KH Rummenigge 50, 1:2 Sander 83 2 01.11 1979 0:1 D. Hoeness 28, 1:1 T. Mlkkelsen 39, 1:2 Breitner 84, 1:3 D. Hoeness 89                                   |
| Grasshopper Club Zürich – Ipswich Town 0:0 i 1:1 1 24.10 1979 2 01.11 1979 0:1 Beattie 43, 1:1 Sulser 69 |
| Feyenoord – Malmö FF 4:0 i 1:1 1 24.10 1979 1:0 Petursson 1, 2:0 Petursson 38k, 3:0 van Demsen 44, 4:0 Petursson 79 2 01.11 1979 1:0 Petursson 82, 1:1 Arvidsson 88                                                                     |
| PSV Eindhoven – AS Saint-Étienne 2:0 i 0:6 1 24.10 1979 1:0 R. van der Kerkhof 12, 2:0 Koster 61 2 01.11 1979 0:1 Larios 2, 0:2 Platini 3, 0:3 Santini 5, 0:4 Platini 18, 0:5 Roassey 88, 0:6 Rep 90k                                   |
| Sporting CP – 1. FC Kaiserslautern 1:1 i 0:2 1 24.10 1979 1:0 Manuel Pernandes 48, 1:1 Bongartz 56 2 01.11 1979 0:1 Geye 26, 0:2 Neues 63k                                                                                              |
| Dynamo Drezno – VfB Stuttgart 1:1 i 0:0 1 24.10 1979 1:0 Weber 34k, 1:1 KH Förster 44 2 01.11 1979 |
| Baník Ostrawa – Dynamo Kijów 1:0 i 0:2 1 24.10 1979 1:0 Nemec 46 2 01.11 1979 0:1 Demianienko 60, 0:2 Chapsalis 78 |

## 1/8 finału
| Bayern Monachium – FK Crvena zvezda 2:0 i 2:3 1 28.11 1979 1:0 KH Rummenigge 51, 2:0 Janzon 71 2 12.12 1979 0:1 Savić 4, 0:2 Petrović 42, 0:3 Repčić 50, 1:3 D. Hoeness 69, 2:3 D. Hoeness 73                                           |
| Grasshopper Club Zürich – VfB Stuttgart 0:2 i 0:3 1 28.11 1979 0:1 Klotz 14, 0:2 Hadewicz 79 2 12.12 1979 0:1 Hans Müller 4, 0:2 Martin 34, 0:3 Kelsch 59                                                                               |
| Borussia Mönchengladbach – CS Universitatea Craiova 2:0 i 0:1 1 28.11 1979 1:0 Nickel 10, 2:0 Nickel 78 2 12.12 1979 0:1 Inmescu 75 |
| Diósgyőri VTK – 1. FC Kaiserslautern 0:2 i 1:6 1 28.11 1979 0:1 Weildt 14, 0:2 Bongartz 55 2 12.12 1979 0:1 Neues 47k, 0:2 Melzer 52, 1:2 Borostyan 54, 1:3 Brummer 62, 1:4 Kanunke 66, 1:5 Bongartz 78, 1:6 Stabel 90k                 |
| Eintracht Frankfurt – Feyenoord 4:1 i 0:1 1 28.11 1979 1:0 Cha 20, 2:0 Nickel 30, 3:0 Helmut Müller 53, 4:0 Lottermann 58, 4:1 Stafleu 85 2 12.12 1979 0:1 Peters 90                                                                    |
| Standard Liège – Zbrojovka Brno 1:2 i 2:3 1 28.11 1979 1:0 Voordeckers 6, 1:1 Svoboda 60, 1:2 Došek 85 2 12.12 1979 1:0 Edström 18, 1:1 Jarušek 45, 2:1 Dematos 55, 2:2 Kroupa 65, 2:3 Kroupa 68                                        |
| AS Saint-Étienne – Aris FC 4:1 i 3:3 1 28.11 1979 1:0 Platini 14, 1:1 Semertzidis 35, 2:1 Larios 46, 3:1 Lopez 54, 4:1 Roussey 78 2 12.12 1979 1:0 Larios 8, 1:1 Zindros 35, 2:1 Zimako 64, 3:1 Rep 80, 3:2 Pallas 84k, 3:3 Janvion 88s |
| Łokomotiw Sofia – Dynamo Kijów 1:0 i 1:2 1 28.11 1979 1:0 Michaiłow 39 2 12.12 1979 0:1 Blokhin 40, 0:2 Chapsalis 42, 1:2 Spasow 75 |

## 1/4 finału
| AS Saint-Étienne – Borussia Mönchengladbach 1:4 i 0:2 1 05.03 1980 0:1 Nielsen 15, 0:2 Nielsen 21, 0:3 Nickel 18, 0:4 Lienen 36, 1:4 Platini 55k 2 19.03 1980 0:1 Thychosen 11, 0:2 Hannes 15                                       |
| 1. FC Kaiserslautern – Bayern Monachium 1:0 i 1:4 1 05.03 1980 1:0 Brummer 57 2 19.03 1980 1:0 Wendt 13, 1:1 D. Hoeness 35, 1:2 Janzon 60, 1:3 Breitner 73k, 1:4 D. Hoeness 82                                                      |
| Eintracht Frankfurt – Zbrojovka Brno 4:1 i 2:3 1 05.03 1980 1:0 Nachtweih 13, 1:1 Horny 31, 2:1 Lorant 44k, 3:1 Nickel 51, 4:1 Karger 72 2 19.03 1980 0:1 Horny 10, 1:1 Karger 18, 2:1 Neuberger 77, 2:2 Kotasek 89, 2:3 Kopenec 90 |
| VfB Stuttgart – Łokomotiw Sofia 3:1 i 1:0 1 05.03 1980 0:1 Kolew 29, 1:1 H. Müller 30, 2:1 Volkert 35k, 3:1 Volkert 76 2 19.03 1980 1:0 Ohlicher 7                                                                                  |

## 1/2 finału
| VfB Stuttgart – Borussia Mönchengladbach 2:1 i 0:2 1 09.04 1980 0:1 Nickel 74, 1:1 Ohlicher 87, 2:1 Volkert 90k 2 22.04 1980 0:1 Matthäus 23, 0:2 Schäfer 68                                                         |
| Bayern Monachium – Eintracht Frankfurt 2:0 i 1:5 (dog) 1 09.04 1980 1:0 D. Hoeness 5O, 2:0 Breitner 76k 2 22.04 1980 0:1 Pezzey 31, 0:2 Pezzey 87, 0:3 Karger 103, 1:3 Dremmler 105, 1:4 Karger 107, 1:5 Lorant 118k |

## Finał
| Borussia Mönchengladbach – Eintracht Frankfurt 3:2 i 0:1 |
| 7 maja 1980 Mönchengladbach Bökelbergstadion (25 000) Borussia Mönchengladbach – Eintracht Frankfurt 3:2 (1:1) Sędzia: Emilio Carlos Guruceta Muro (Hiszpania) Bramki: 0:1 Harald Karger 37, 1:1 Christian Kulik 45, 1:2 Bernd Hölzenbein 71, 2:2 Lothar Matthäus 77, 3:2 Christian Kulik 88 Borussia VfL 1900 e.V. Mönchengladbach (trener Jupp Heynckes): Wolfgang Kneib – Wilfried Hannes, Winfried Schäfer, Frank Schäffer, Norbert Ringels – Lothar Matthäus, Christian Kulik (kapitan), Carsten Nielsen (86 Steen Thychosen) – Karl Del’Haye (72 Ralf Bödeker), Harald Nickel, Ewald Lienen Eintracht Frankfurt (trener Friedel Rausch): Jürgen Pahl – Bruno Pezzey (kapitan), Willi Neuberger, Karl-Heinz Körbel, Horst Ehrmantraut – Werner Lorant, Ronald Borchers, Bernd Nickel – Bernd Hölzenbein (79 Norbert Nachtweih), Harald Karger (81 Wolfgang Trapp), Bum-Kun Cha |
| 21 maja 1980 Frankfurt nad Menem Waldstadion (59 000) Eintracht Frankfurt – Borussia Mönchengladbach 1:0 (0:0) Sędzia: Alexis Ponnet (Belgia) Bramki: 1:0 Fred Schaub 81 Eintracht Frankfurt (trener Friedel Rausch): Jürgen Pahl – Bruno Pezzey (kapitan), Willi Neuberger, Karl-Heinz Körbel, Horst Ehrmantraut – Werner Lorant, Bernd Hölzenbein, Bernd Nickel, Ronald Borchers – Bum-Kun Cha, Norbert Nachtweih (77 Fred Schaub) Borussia VfL 1900 e.V. Mönchengladbach (trener Jupp Heynckes): Wolfgang Kneib – Wilfried Hannes, Jürgen Fleer, Winfried Schäfer, Norbert Ringels – Ralf Bödeker, Lothar Matthäus (86 Steen Thychosen), Christian Kulik (kapitan), Carsten Nielsen (68 Karl Del’Haye) – Harald Nickel, Ewald Lienen |